# 玉田村 (屏東縣)
玉田村位於臺灣屏東縣里港鄉西南方。作為屏北平原最早開發的地區之一，玉田村歷史可追溯到清朝雍正初年藍鼎元家族的墾殖:93。今玉田村東側已併入里港市中心，玉田路橫貫其中，新建樓房林立，人口拉力高，由2000年的2,970人，增長為近4,000人，已超過載興村為里港第一大村。

## 歷史
里港鄉溪南地區，尤其於阿里港街附近的開墾，與清朝治臺官吏藍鼎元、藍雲錦父子有密切關係。藍鼎元出身於福建省漳州府漳浦縣的書香世家，朱一貴事件期間（1721年）隨南澳總兵，堂兄藍廷珍來臺平亂。事件過後，麾下宗族、兵士共百餘人未返，留在里港地區開墾:93:26:36。藍鼎元長子藍雲錦也約於雍正年間來臺，經過數世經營，後代成為有名的里港藍家。開發初期，里港地近番界，陸路、水運甚為方便，發展快速。雍正11年（1733年），清廷派兵駐防，為「阿里港汛」，並於乾隆年間形成阿里港街:73。
清朝時期，里港一帶為糖業重鎮，玉田村舊名「北路廍」，並有「廍後」等地名，皆與糖業息息相關。由里港雙慈宮所藏之石碑能看出，嘉慶年間，里港地區的糖業已經十分發達:256。事實上，里港藍家也是以經營糖、米等事業發跡:115。道光12年（1832年）閩粵械鬥後，眾鄉紳基於安全的理由而興建里港城，其中西門座落在玉田村藍家古厝偏西一帶:10，但城牆已於日治時期間完全拆除。
日治時期，玉田村大部分地區皆被劃入阿里港街的範圍，先屬阿猴廳港西上里，後改隸高雄州屏東郡。雖然日本政府大力推行新式糖廍，並獲得藍高川、藍高全、龔陽等地方糖業經營者的支持:470，但隨著西部縱貫線、台糖屏東總廠皆設立於阿猴（今屏東市），經濟重心逐漸南移，阿里港街逐漸沒落:29。
戰後藍家鼎出任首屆里港鄉鄉長(1945-1950)，因藍家為里港主要望族，意寓子孫出賢才，亦有以「藍田種玉」與漳浦原鄉總祖祠「種玉堂」相呼應之意，至民國39年（1940年）行政區域調整後正式定名為「玉田村」，此為里港鄉玉田村名之由來:68。其族弟藍家芳里港鄉鄉長任內（1968-1973），玉田村許多地方被納入都市計畫用地，推動了今日玉田村的發展。民國91年（2002年），里港鄉玉田國小動土，隔年正式成立。隨著社會變遷，今日玉田村不再以藍姓為絕對多數。且因村內仍有大片農業用地，而形成農、住、商並存的特色。

## 信仰中心
- 雙慈宮
- 鎮玉宮：主祀五營神將的劉將軍，也被稱為劉公聖君，位於玉田路40號。
- 天慈宮：主祀天上聖母，位於玉田路4-47號。

## 教育
- 屏東縣里港鄉玉田國民小學 （页面存档备份，存于）

## 聚落
- 下庄仔
- 廍後
- 街仔尾